# Eisenbahninfrastrukturunternehmen
Ein Eisenbahninfrastrukturunternehmen (EIU) ist ein Rechtsbegriff aus dem deutschen Allgemeinen Eisenbahngesetz (AEG) vom 27. Dezember 1999 und dem österreichischen Eisenbahngesetz 1957 (EisbG 1957).
Die entsprechende Bezeichnung im europäischen Eisenbahnrecht (wie zum Beispiel in der Richtlinie 2012/34/EU) lautet Infrastrukturbetreiber, im Schweizer Eisenbahnrecht Infrastrukturbetreiberin.
Gemäß § 2 AEG sind Eisenbahnen öffentliche Einrichtungen oder privatrechtlich organisierte Unternehmen, die Eisenbahnverkehrsleistungen erbringen (Eisenbahnverkehrsunternehmen) oder eine Eisenbahninfrastruktur betreiben (Eisenbahninfrastrukturunternehmen).
Die Eisenbahninfrastruktur umfasst die Betriebsanlagen der Eisenbahnen einschließlich der Bahnstromfernleitungen. Betreiber der Schienenwege ist jedes Eisenbahninfrastrukturunternehmen, das den Betrieb, den Bau und die Unterhaltung der Schienenwege der Eisenbahn zum Gegenstand hat.

## Rechtliche Untergliederung
Für die Überwachung des Zugangs zur Eisenbahninfrastruktur in Deutschland ist seit Anfang 2006 für alle EIU die Bundesnetzagentur zuständig.

### Bundeseigene Eisenbahninfrastrukturunternehmen
Das Grundgesetz sieht vor, dass der Bund für die bundeseigenen Eisenbahninfrastrukturunternehmen (Eisenbahnen des Bundes) die Verantwortung übernimmt. Er gewährleistet, „daß dem Wohl der Allgemeinheit, insbesondere den Verkehrsbedürfnissen, beim Ausbau und Erhalt des Schienennetzes der Eisenbahnen des Bundes sowie bei deren Verkehrsangeboten auf diesem Schienennetz, soweit diese nicht den Schienenpersonennahverkehr betreffen, Rechnung getragen wird“ (Art. 87e Grundgesetz). Für die eisenbahnrechtliche Aufsicht ist das Eisenbahn-Bundesamt (EBA) zuständig.
Direkte bundeseigene EIU sind die Unternehmen DB InfraGO AG (seit 27. Dezember 2023, ehemals DB Netz AG und DB Station&Service AG) und DB Energie GmbH. Zu den mittelbaren bundeseigenen EIU gehören DB RegioNetz Infrastruktur GmbH, DB Fernverkehr AG, EWN Entsorgungswerk für Nuklearanlagen GmbH und Usedomer Bäderbahn GmbH.

### Nichtbundeseigene Eisenbahninfrastrukturunternehmen
Die Anzahl der nichtbundeseigenen öffentlichen Eisenbahninfrastrukturunternehmen (auch: Nichtbundeseigene Eisenbahnen, NE-Bahnen, Privatbahnen) beträgt etwa 170. Sie sind entweder in öffentlichem (Kommunen, Gebietskörperschaften) oder in privatem Eigentum. Die technisch-rechtliche Aufsicht der NE-Bahnen liegt bei den Bundesländern (Landesbevollmächtigter für Bahnaufsicht, LfB), soweit diese sie nicht an das Eisenbahn-Bundesamt übertragen haben oder die Eisenbahninfrastruktur zum übergeordneten Netz gemäß § 2b AEG gehört; in diesem Falle obliegt sie ebenfalls dem Eisenbahn-Bundesamt.

## Finanzierung
Die Finanzierung der bundeseigenen Eisenbahnen erfolgt durch den Bund, die durch Finanzierungsvereinbarungen und Finanzpläne sowie den Bundesschienenwegeausbauplan nach dem Bundesschienenwegeausbaugesetz abgesichert ist. Demgegenüber sind die NE-Bahnen benachteiligt, da sie die Finanzierung ihrer Schienenwege zum großen Teil selbst leisten müssen. Sie erhalten öffentliche Förderung ihrer Schienenwege vor allem nach dem Gemeindeverkehrsfinanzierungsgesetz (GVFG) oder durch freiwillige, projektbezogene Investitionszuschüsse der Bundesländer bzw. der Europäischen Gemeinschaft.
Nachdem das Schienengüterfernverkehrsnetzförderungsgesetz am 13. August 2013 in Kraft getreten ist, werden den NE-Bahnen ab 2013 25 Millionen EUR an Investitionsfördermitteln vom Bund zur Verfügung gestellt. Da vom Verband Deutscher Verkehrsunternehmen ein Bedarf von jährlich 150 Millionen EUR ermittelt wurde, fordert dieser die Länder auf, sich an der Infrastrukturfinanzierung zu beteiligen.

## Streckenlängen
Im Jahr 2015 hatte das Streckennetz der DB Netz einen Umfang von 33.193 Kilometern, 2012 waren es noch 33.319 Kilometer. Seit Beginn der Bahnreform 1994 hat die DB zusätzlich zur Stilllegung von Strecken bis Mitte 2011 auch insgesamt 2.343 Kilometer an andere EIU verkauft oder verpachtet. Damit wird die Schrumpfungstendenz der vergangenen Jahre etwas abgemildert. Die gesamte Länge der von den NE-Bahnen betriebenen Strecken betrug 4.140 Kilometer; hinzu kommen noch 1.800 Kilometer öffentliche Gleise in den See- und Binnenhäfen.
Die größten deutschen Eisenbahninfrastrukturbetreiber (mit über 100 km Länge der in Betrieb befindlichen Strecken) sind:
1. DB InfraGO 33.193 km
2. DB RegioNetz Infrastruktur 1.200 km
3. Deutsche Regionaleisenbahn 387 km (insgesamt 765 km, davon 378 km stillgelegt oder nicht in Betrieb)[8]
4. RegioInfra Gesellschaft 341 km (insgesamt 386 km, davon 45 km stillgelegt)
5. Albtal-Verkehrs-Gesellschaft 286,9 km (davon 92,3 km eigene Strecken, 171,6 km von DB Netz AG gepachtet; zusätzlich 23,0 km Straßenbahnstrecke)[9]
6. Eisenbahnen und Verkehrsbetriebe Elbe-Weser 261 km
7. Schieneninfrastruktur Ost-Niedersachsen GmbH 257 km
8. Häfen und Güterverkehr Köln AG 251 km
9. Rhein-Sieg-Eisenbahn 215 km
10. SWEG Schienenwege 210 km[10]
11. Harzer Schmalspurbahnen 140,4 km – Meterspur[11]
12. LWS Lappwaldbahn Service GmbH 135 km
13. AKN Eisenbahn 120 km
14. Thüringer Eisenbahn 116 km
15. Westfälische Landes-Eisenbahn 114 km
16. Rurtalbahn GmbH 102 km[12]